# Верін-Шоржа
Верін-Шоржа (вірм. Վերին Շորժա) — село в марзі Гегаркунік, на сході Вірменії. Село розташоване на річці Масрік за 14 км на південний схід від міста Варденіс, за 6 км на південний схід від села Айрк та за 6 км на південь від села Неркін Шоржа.